# Élections municipales béninoises de 2020
Les élections municipales béninoises de 2020 ont lieu le 17 mai 2020 au Bénin afin de renouveler les conseillers des municipalités et communes du pays.

## Contexte
Les élections législatives d'avril 2019 voient la Commission électorale nationale autonome (Cena) ne valider que deux listes présentées par des partis soutenant le président Patrice Talon, soit l'Union progressiste et le Bloc républicain. Toutes les autres listes sont rejetées, et aucun parti d'opposition ne peut ainsi participer aux scrutins. Malgré plusieurs semaines de dialogue, le pouvoir et l'opposition ne parviennent à s'entendre, et les législatives ont lieu avec ces seuls deux partis. Comme attendu, le scrutin est marqué par une abstention massive, tant chez l'opposition que parmi une partie des partisans du gouvernement.
Un dialogue politique s'engage pendant six mois et aboutit cependant à un accord sur les règles de participation aux élections. Les partis ne peuvent plus désormais participer au sein d'alliances, et doivent présenter des candidats dans chaque circonscription afin de concentrer les voix à des formations de réelle envergure nationale. Lors des municipales de 2020, qui impliquent 546 arrondissements, seules cinq partis parviennent ainsi à voir leur participation validée en amont par la Cena, contre 34 listes de partis ou d'alliance de partis aux municipales précédentes en 2015,.

## Système électoral
Les 1815 conseillers sont élus dans les 546 arrondissements des 77 communes du Bénin selon un mode de scrutin proportionnel plurinominal avec une double seuil électoral : pour pouvoir obtenir des sièges dans une circonscription, un parti doit obtenir au moins 10 % des suffrages exprimés au niveau de la circonscription ainsi qu'au niveau national,.

## Campagne

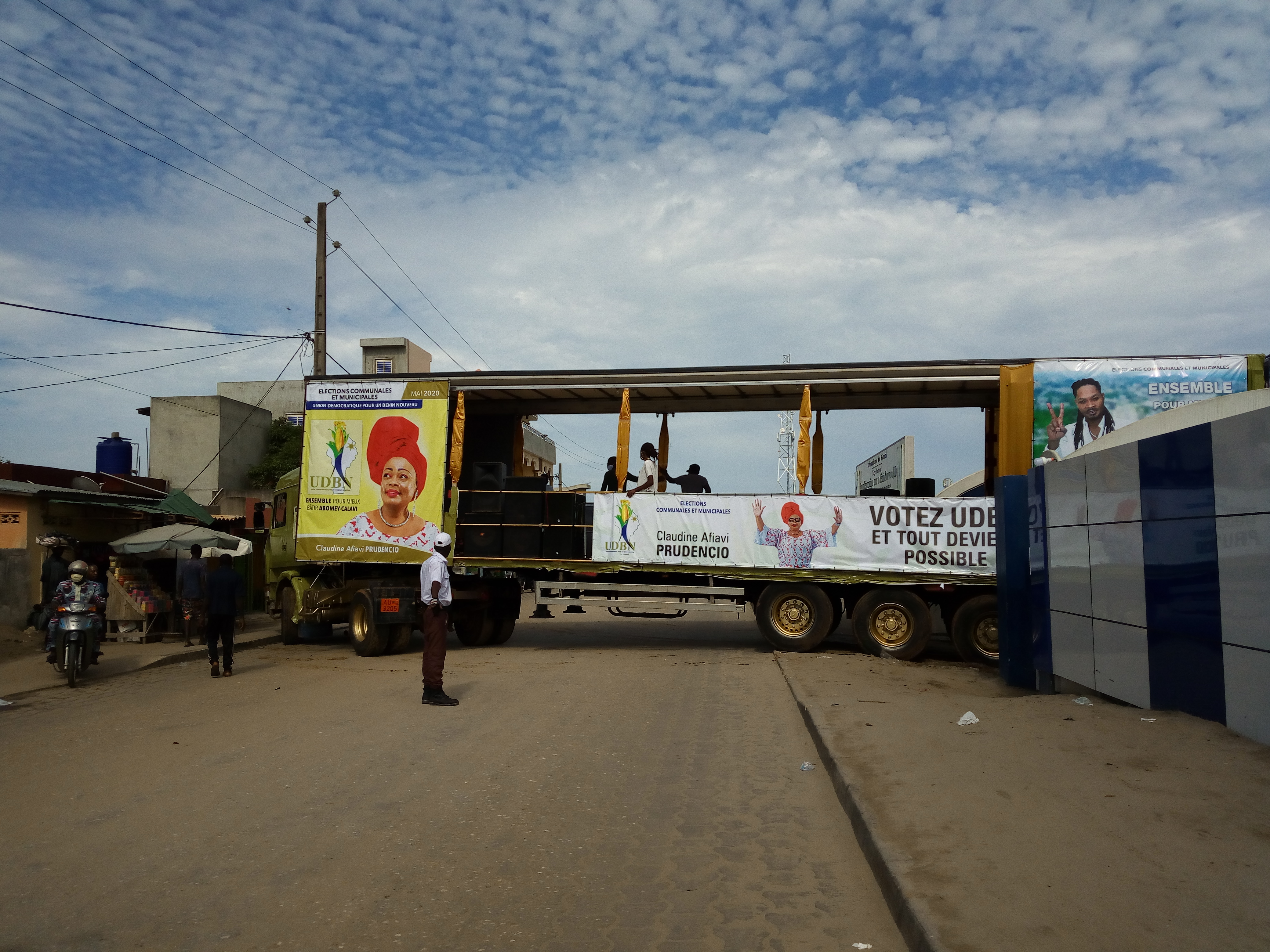
Affiche électorale pour l'UDBN.

La période de campagne officielle débute le premier mai. D'une durée de deux semaines, celle ci est essentiellement médiatique en raison de la pandémie de Covid 19 qui touche alors le pays, les candidats s'abstenant d'organiser des réunions ou de faire du porte à porte en faveur de messages radios ou télévisés. Après avoir un temps envisagé le report du scrutin en raison de la pandémie, le gouvernement décide finalement de l'organiser à la date prévue. Douze millions de masques de protections ainsi que du gel hydroalcoolique sont ainsi acheminés afin d'être distribué aux électeurs se rendant dans les bureaux de vote.
Le scrutin est organisé malgré la pandémie de Covid-19 qui touche alors le pays. Un total de 18 150 candidats concourent au scrutin. Sur les cinq partis en lice, deux soutiennent directement le président  Patrice Talon, l’Union progressiste (UP) et le Bloc républicain (BR), tandis que deux autres, le Parti du renouveau démocratique (PRD) et l’Union démocratique pour un Bénin nouveau (UDBN), sont des alliés. Seul le parti des Forces cauris pour un Bénin émergent (FCBE) se réclame de l'opposition,.

## Résultats
Seuls trois partis franchissent le seuil électoral de 10 % des voix au niveau national. Sur le total de 77 maires élus par les conseillers municipaux issus de ces élections, 71 appartiennent aux deux mouvances de la majorité présidentielle, et les 6 restants au Forces Cauris pour un Bénin émergent.
|                          | Union progressiste (UP)                         | 994 602   | 39,97 | 736  |  |  |
|                          | Bloc républicain (BR)                           | 930 247   | 37,38 | 683  |  |  |
|                          | Forces Cauris pour un Bénin émergent (FCBE)     | 372 818   | 14,98 | 396  |  |  |
|                          | Parti du renouveau démocratique (PRD)           | 136 593   | 5,49  | 0    |  |  |
|                          | Union démocratique pour un Bénin nouveau (UDBN) | 54 066    | 2,17  | 0    |  |  |
|                          |                                                 |           |       |      |  |  |
| Suffrages exprimés       | Suffrages exprimés                              | 2 488 326 | 97,57 |      |  |  |
| Votes blancs et nuls     | Votes blancs et nuls                            | 62 059    | 2,43  |      |  |  |
| Total                    | Total                                           | 2 550 385 | 100   | 1815 |  |  |
| Abstentions              | Abstentions                                     | 2 639 850 | 50,86 |      |  |  |
| Inscrits / participation | Inscrits / participation                        | 5 190 235 | 49,14 |      |  |  |